# Solas (Band)
Solas (irisch: „Licht“) war eine amerikanisch-irische Musikgruppe, die 1996 gegründet wurde und irische Volksmusik sowie Eigenkompositionen spielte, die von den Genres Country, Rock und Americana beeinflusst waren. Mit mehreren Mitgliedern, die sowohl solo als auch in anderen Konstellationen in der irischen Volksmusikszene bekannte Künstler sind, wurde Solas als Supergroup beschrieben.
Vor der Veröffentlichung ihres selbstbetitelten Debütalbums im Jahr 1996 hatte Séamus Egan, ein irischer Multiinstrumentalist und Meister auf der Flöte, die Idee zu einer Band; zuvor hatte Egan bereits zwei Soloalben veröffentlicht und Musik zum Film Kleine Sünden unter Brüdern (1995) komponiert, darunter der Song I Will Remember You, für dessen Aufnahme die Koautorin und Sängerin Sarah McLachlan 1999 einen Grammy gewann. Bald schlossen sich ihm seine Freunde an, die Sängerin Karan Casey aus dem irischen County Waterford und die Fiddlerin Winifred Horan aus New York City. Der Gitarrist und Sänger John Doyle, zuvor Mitglied von Susan McKeown & The Chanting House, schloss sich bald dem Trio an, zusammen mit dem in Chicago ansässigen Akkordeonisten John Williams.
Nach der Veröffentlichung ihres selbstbetitelten Debütalbums (1996) und dem zweiten Album Sunny Spells and Scattered Showers (1997) verließ Williams die Band, um sich auf Soloprojekte zu konzentrieren. Ersetzt wurde er durch den Akkordeonisten und Konzertinaspieler Mick McAuley aus dem irischen County Cavan. Nach der Fertigstellung ihres dritten Albums, The Words That Remain (1998), verließ Karan Casey Solas, um sich auf ihre eigenen Soloprojekte zu konzentrieren. Deirdre Scanlan kam als Sängerin für ihr viertes Studioalbum, The Hour Before Dawn (2000), dazu. Im gleichen Jahr erschien der Konzertmitschnitt Solas: Live! auf DVD, aufgenommen am Saint Patrick’s Day 1998. Der Gitarrist Donal Clancy ersetzte John Doyle kurzzeitig für ein Album, The Edge of Silence (2002), bevor Éamon McElholm an der Gitarre zur Gruppe stieß.
Nach acht erfolgreichen Jahren zog sich Deirdre Scanlan im Juni 2008 aus der Band zurück. Solas begrüßte dann Máiread Phelan, die Sängerin auf dem Album For Love and Laughter (2008). Zwei Jahre später, im September 2010, ersetzte Niamh Varian-Barry aus Cork Phelan als Sängerin. 2013 kam Noriana Kennedy für Varian-Barry. Die Band kündigte Anfang 2017 eine unbefristete Pause an.

## Diskografie
- 1996: Solas
- 1997: Sunny Spells and Scattered Showers
- 1998: The Words That Remain
- 2000: Solas: Live! (VHS/DVD) – aufgenommen am St. Patrick’s Day 1998, live im Flynn Theater in Burlington (Vermont)
- 2000: The Hour Before Dawn
- 2002: The Edge of Silence
- 2003: Another Day
- 2005: Waiting for an Echo
- 2006: Reunion: A Decade of Solas (CD/DVD) – live: Show zum zehnjährigen Bestehen mit allen ehemaligen Bandmitgliedern
- 2008: For Love and Laughter
- 2010: The Turning Tide
- 2013: Shamrock City
- 2016: All These Years